# Heterodraba
Heterodraba é um género botânico pertencente à família Brassicaceae.